# Is It Any Wonder?
Is It Any Wonder? is een nummer van de Britse band Keane van hun tweede album Under the Iron Sea. Het nummer was te downloaden vanaf iTunes op 16 mei en te koop in de winkels vanaf 29 mei 2006. Het nummer werd voor het eerst gedraaid op 17 april in de show van BBC Radio's Jo Whiley.
Het nummer is gecomponeerd door Tim Rice-Oxley in 2005 en opgenomen in de Helioscentric Studios te East Sussex en in de Magic Shop te New York.
Hoewel het lijkt alsof er in het nummer gitaren voorkomen is dit niet het geval. Pianist Tim wekt het geluid op met effectpedalen, die in feite bedoeld zijn voor elektrische gitaren.

## Nummers

### CD
1. "Is It Any Wonder?" - 3:07
2. "Let It Slide" - 4:11
3. "He Used To Be A Lovely Boy" - 3:38

### 7" Vinyl
1. "Is It Any Wonder?" - 3:07
2. "Let It Slide" - 4:11

## Hitnotering
| "Is It Any wonder?" in de Nederlandse Top 40 - binnen: 13-05-2006 | "Is It Any wonder?" in de Nederlandse Top 40 - binnen: 13-05-2006 | "Is It Any wonder?" in de Nederlandse Top 40 - binnen: 13-05-2006 | "Is It Any wonder?" in de Nederlandse Top 40 - binnen: 13-05-2006 | "Is It Any wonder?" in de Nederlandse Top 40 - binnen: 13-05-2006 | "Is It Any wonder?" in de Nederlandse Top 40 - binnen: 13-05-2006 | "Is It Any wonder?" in de Nederlandse Top 40 - binnen: 13-05-2006 | "Is It Any wonder?" in de Nederlandse Top 40 - binnen: 13-05-2006 | "Is It Any wonder?" in de Nederlandse Top 40 - binnen: 13-05-2006 | "Is It Any wonder?" in de Nederlandse Top 40 - binnen: 13-05-2006 | "Is It Any wonder?" in de Nederlandse Top 40 - binnen: 13-05-2006 | "Is It Any wonder?" in de Nederlandse Top 40 - binnen: 13-05-2006 | "Is It Any wonder?" in de Nederlandse Top 40 - binnen: 13-05-2006 | "Is It Any wonder?" in de Nederlandse Top 40 - binnen: 13-05-2006 | "Is It Any wonder?" in de Nederlandse Top 40 - binnen: 13-05-2006 | "Is It Any wonder?" in de Nederlandse Top 40 - binnen: 13-05-2006 | "Is It Any wonder?" in de Nederlandse Top 40 - binnen: 13-05-2006 | "Is It Any wonder?" in de Nederlandse Top 40 - binnen: 13-05-2006 | "Is It Any wonder?" in de Nederlandse Top 40 - binnen: 13-05-2006 |
| Week                                                              | 01                                                                | 02                                                                | 03                                                                | 04                                                                | 05                                                                | 06                                                                | 07                                                                | 08                                                                | 09                                                                | 10                                                                | 11                                                                | 12                                                                | 13                                                                | 14                                                                | 15                                                                | 16                                                                | 17                                                                |                                                                   |
| ----------------------------------------------------------------- | ----------------------------------------------------------------- | ----------------------------------------------------------------- | ----------------------------------------------------------------- | ----------------------------------------------------------------- | ----------------------------------------------------------------- | ----------------------------------------------------------------- | ----------------------------------------------------------------- | ----------------------------------------------------------------- | ----------------------------------------------------------------- | ----------------------------------------------------------------- | ----------------------------------------------------------------- | ----------------------------------------------------------------- | ----------------------------------------------------------------- | ----------------------------------------------------------------- | ----------------------------------------------------------------- | ----------------------------------------------------------------- | ----------------------------------------------------------------- | ----------------------------------------------------------------- |
| Nummer                                                            | 26                                                                | 22                                                                | 16                                                                | 11                                                                | 12                                                                | 7                                                                 | 7                                                                 | 12                                                                | 12                                                                | 16                                                                | 16                                                                | 21                                                                | 21                                                                | 22                                                                | 24                                                                | 27                                                                | 31                                                                | uit                                                               |

### NPO Radio 2 Top 2000
Is It Any Wonder? stond alleen in 2009 in de NPO Radio 2 Top 2000, op plek 1994.